# Oppenheim-Vermutung
In der Mathematik ist die Oppenheim-Vermutung eine inzwischen bewiesene Vermutung über die Werte quadratischer Formen und das klassische Beispiel für die Anwendung ergodentheoretischer Methoden in der Zahlentheorie.

## Aussage
Sei {\displaystyle n\geq 3} und
{\displaystyle Q:\mathbb {R} ^{n}\rightarrow \mathbb {R} }
eine indefinite quadratische Form in {\displaystyle n} Variablen, die kein Vielfaches einer Form mit rationalen Koeffizienten ist.
Dann gibt es für jedes {\displaystyle \epsilon >0} ein {\displaystyle x\in \mathbb {Z} ^{n}} mit
{\displaystyle 0<Q(x)<\epsilon }.
Als Korollar erhält man, dass {\displaystyle Q(\mathbb {Z} ^{n})\subset \mathbb {R} } eine dichte Teilmenge von {\displaystyle \mathbb {R} } ist.
Beispiel: Für jedes {\displaystyle \epsilon >0} gibt es ganze Zahlen {\displaystyle a,b,c} mit
{\displaystyle \mid a^{2}+b^{2}-{\sqrt {2}}c^{2}\mid <\epsilon }.

## Geschichte
Die Vermutung in dieser Form wurde 1953 (eine schwächere Vorgänger-Version schon 1929) von Alexander Oppenheim aufgestellt und für {\displaystyle n\geq 21} von Bryan Birch, Harold Davenport und D. Ridout bewiesen. Der allgemeine Fall lässt sich auf den Fall {\displaystyle n=3} zurückführen und dieser wurde von M. S. Raghunathan in folgende Vermutung über die Links-Wirkung von {\displaystyle SO(2,1)} auf dem Quotientenraum {\displaystyle SL(3,\mathbb {R} )/SL(3,\mathbb {Z} )} umformuliert:
Jeder beschränkte {\displaystyle SO(2,1)}-Orbit auf {\displaystyle SL(3,\mathbb {R} )/SL(3,\mathbb {Z} )} ist kompakt.
Diese Vermutung wurde 1987 von Grigori Margulis bewiesen. Eine allgemeinere Version der Raghunathan-Vermutung ist der heutige Satz von Ratner.